# Ilawe-Ekiti
Ilawe-Ekiti este un oraș din statul Ekiti, Nigeria. În 1995 avea 179.900 de locuitori.